# Волков, Никита Витальевич
Никита Витальевич Волков (род. 19 мая 1993 года, Санкт-Петербург, Россия) — российский актёр театра и кино. Наиболее известен по роли в фильме «Черновик» и сериалам «Трудные подростки» и «Постучись в мою дверь в Москве». 

## Биография
Никита Волков родился 19 мая 1993 года в Санкт-Петербурге. Рос в семье с мамой и бабушкой. Изначально планировал стать юристом, но, благодаря совету мамы, поступил на актёрский факультет в театральную академию, которую окончил в 2014 году.
С 2015 года — актёр «Санкт-Петербургского академического театра имени Ленсовета».

## Личная жизнь
Женат.
Есть сын Лука.

## Фильмография
| Год  |    | Название                       | Роль                     |
| ---- | -- | ------------------------------ | ------------------------ |
| 2014 | ф  | Две женщины                    | Алексей Беляев           |
| 2014 | с  | Лучшие враги                   | Свиридов                 |
| 2014 | с  | Раскалённый периметр           | Андрей                   |
| 2016 | ф  | Дед Мороз. Битва магов         | Никита                   |
| 2016 | с  | Кризис нежного возраста        | Саша Антипов, парень Ани |
| 2016 | ф  | Эластико                       | Вадим                    |
| 2016 | с  | Дом фарфора                    | Слава                    |
| 2017 | ф  | Танцы насмерть                 | Артём                    |
| 2017 | с  | Другая кровь                   | Егор                     |
| 2018 | ф  | Черновик                       | Кирилл Максимов          |
| 2019 | с  | Пекарь и красавица             | Андрей Гаврилов          |
| 2019 | с  | Вокально-криминальный ансамбль | Слава Жуков              |
| 2019 | ф  | Счастье – это… Часть 2         | Имя персонажа не указано |
| 2019 | с  | Трудные подростки              | Антон Ковалёв            |
| 2019 | с  | Цыплёнок жареный               | Родя (Родион)            |
| 2019 | с  | Черновик                       | Кирилл                   |
| 2020 | ф  | Звёздный разум                 | Вадим Ладин              |
| 2021 | мф | Кощей. Начало                  | Кощей Бессмертный        |
| 2023 | мс | Простоквашино                  | Шарик                    |

## Театральные работы

### Санкт-Петербургский академический театр имени Ленсовета
- «Все мы прекрасные люди» — Алексей Николаевич Беляев, студент-учитель.
- «Я боюсь любви» — Виктор.